# Xã Beech, Quận Miller, Arkansas
Xã Beech (tiếng Anh: Beech Township) là một xã thuộc quận Miller, tiểu bang Arkansas, Hoa Kỳ. Năm 2010, dân số của xã này là 3.773 người.